# Jantzen & Thormählen

Handelsflagge von Jantzen & Thormählen

Jantzen & Thormählen war ein 1874 in Hamburg von Wilhelm Jantzen und Johann Thormählen gegründetes Kolonialunternehmen. Beide Gesellschafter hatten im Unternehmen von Adolph Woermann Erfahrungen gesammelt.

## Geschichte

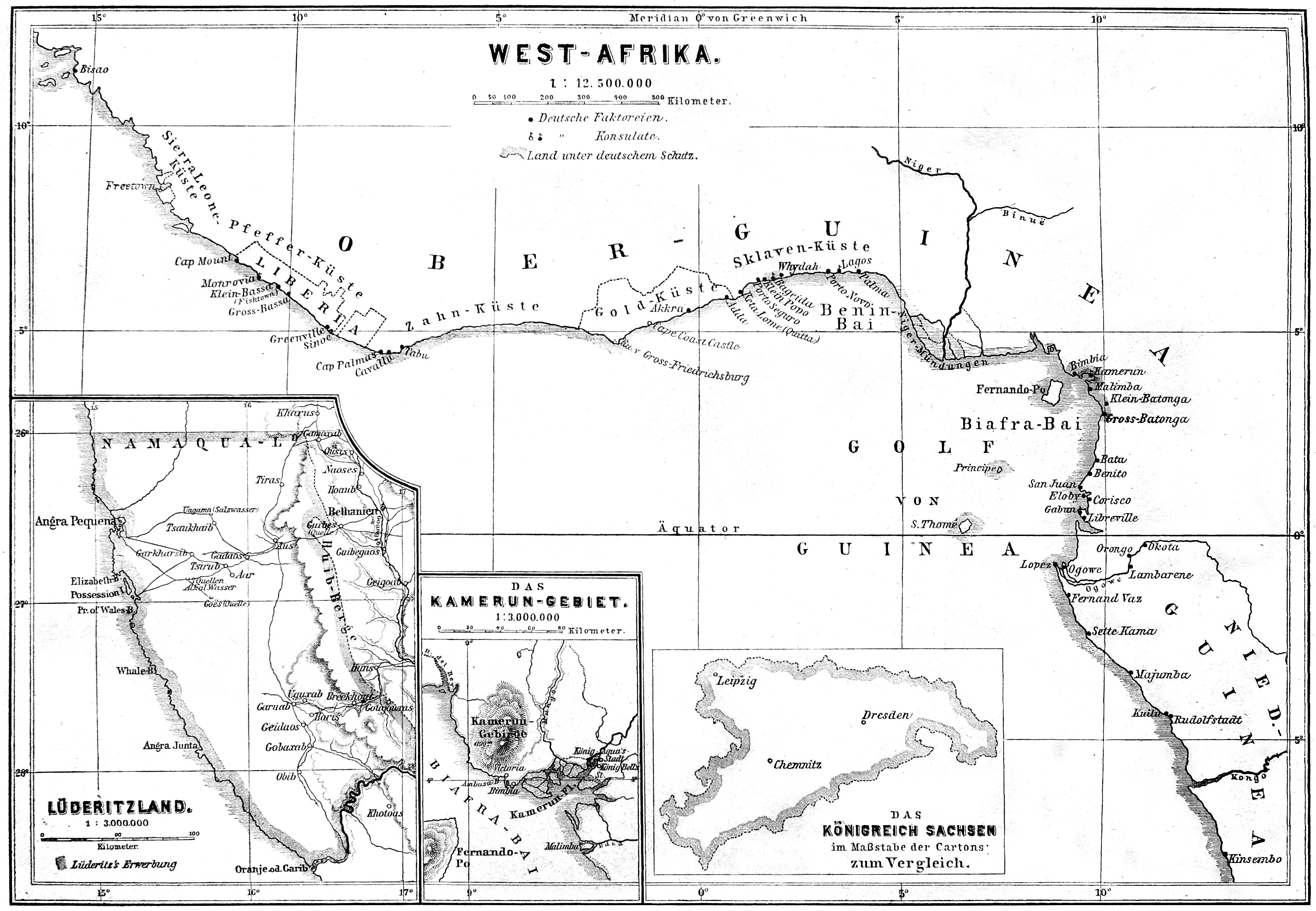
Deutsche Faktoreien in Westafrika um 1884, darunter Standorte von Jantzen & Thormählen

Wilhelm Jantzen und Johann Thormählen arbeiteten mehrere Jahre für die Woermann-Linie, Jantzen in Liberia und Thormählen in Kamerun. 1874 beschlossen die beiden, ihr eigenes Handelshaus in Hamburg zu gründen und eröffneten eine erste Filiale am Kamerunfluss. Die Firma konzentrierte sich auf den Handel mit der Westküste Afrikas und gründete Fabriken in Groß-Batanga, am Campo, in der Bata-Bai, in Eloby, in Gabun sowie am Ogowe. Der Handel wurde mit Segel- und Dampfschiffen vollzogen. Haupthandelsgüter waren Palmöl und Palmkerne. Damit etablierte sich das Unternehmen zusammen mit Woermann als einziges deutsches Unternehmen in Kamerun. Jedoch dominierten englische Handelshäuser den Markt.
Jantzen & Thormählen sowie Woermann wandten sich daher an Otto von Bismarck. Ziel war „die Ausschaltung des für sie lästigen Zwischenhandels und die Errichtung eines Einkaufsmonopols“. Beide Unternehmen wirkten maßgeblich an der Gründung der deutschen Kolonie Kamerun mit. 1884 wurde ein Beistandspakt mit der deutschen Regierung, vertreten durch Dr. Gustav Nachtigal, und Kameruns Herrschern mit King Bell und King Akwa (Könige der Duala) unterschrieben. Johannes Voss unterzeichnete für das Unternehmen und Eduard Schmidt für Woerman. Damit wurde Kamerun deutsches Schutzgebiet. Doch Thormählen & Jantzen vertraten entgegengesetzte Ansichten zu Woermann. Das Unternehmen Jantzen & Thormählen wollte eine Abkapselung der deutschen Schutzgebiete vom internationalen Handel, während Woermann dieses ablehnte. Das Syndikat für Westafrika, das im Zuge des Handels mit Kamerun gegründet wurde, zerbrach an diesen Gegensätzen.
Am Kamerunberg entstand die größte Plantage Westafrikas mit 90.000 Hektar, auf denen Kakao, Kaffee, Kautschuk, Ölpalmen und Bananen angebaut wurden. Um dieses riesige Areal zu erschließen, wurde die Bevölkerung enteignet, Dörfer verwüstet und die überlebende Bevölkerung in Reservate geschickt oder zur Arbeit auf der Plantage gezwungen. Widerstand aus der Bevölkerung wurde durch das Militär niedergeschlagen, die zusätzlich Arbeitskräfte einfingen, insbesondere Kinder, die unter schlimmen Bedingungen zum Teil 18 Stunden zur Arbeit gezwungen wurden.
Das Handelshaus löste sich 1907 nach Thormählens Rückzug aus dem Geschäftsleben auf. Jantzen führte ein Nachfolgeunternehmen bis zu seinem Tode 1917 als „C. F. W. Jantzen Im- und Export“ weiter.

## Bilder

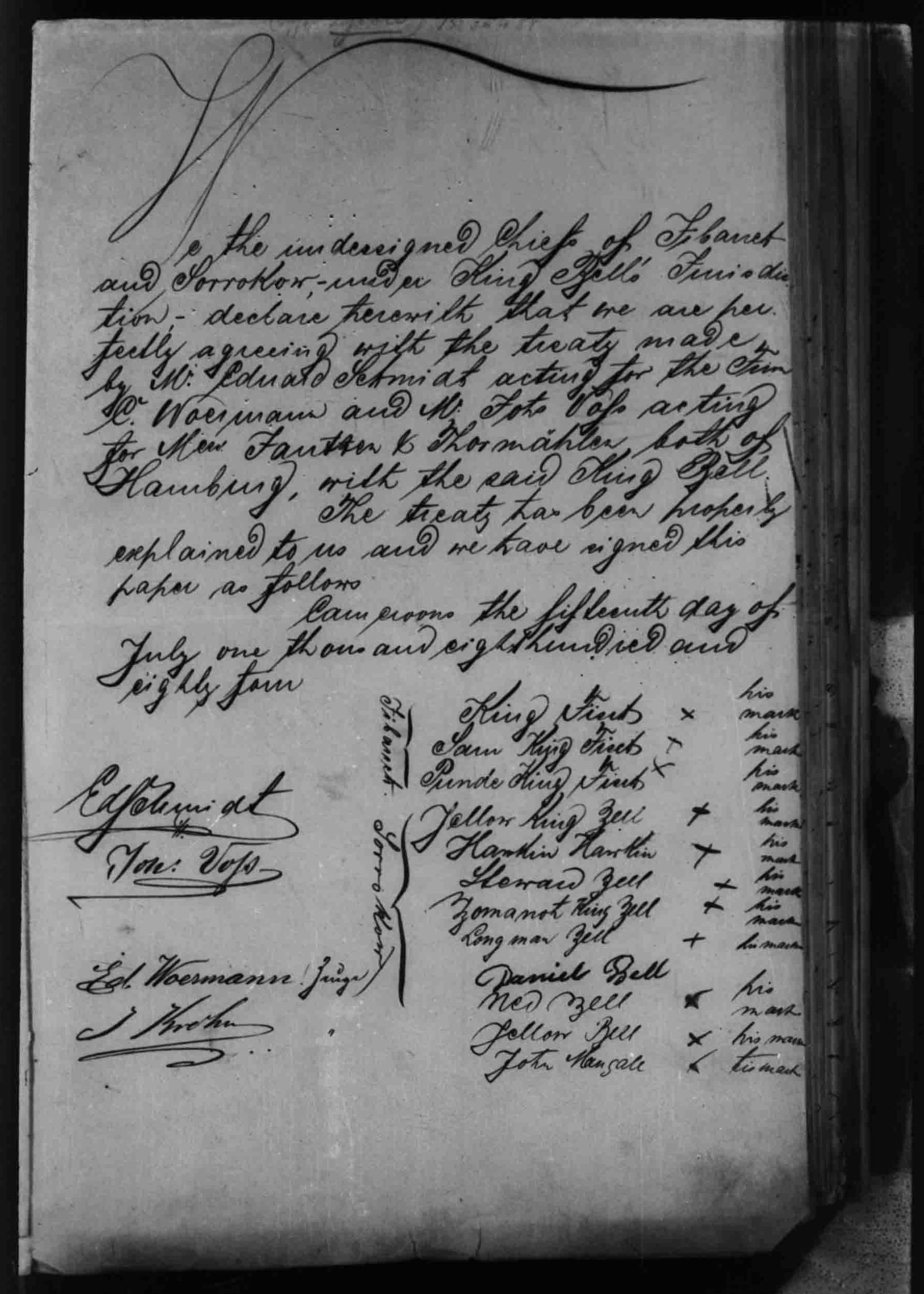
Bestaetigung Schutzvertrag Kamerun
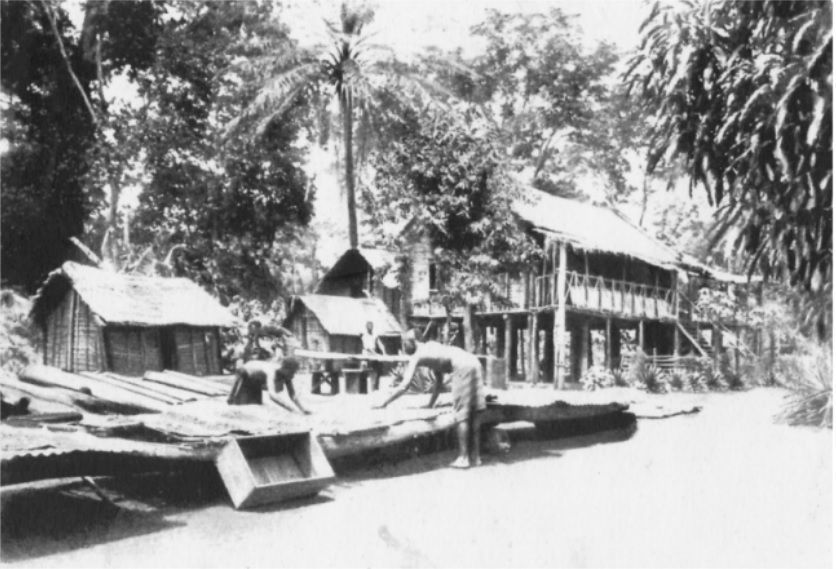
Faktorei der Firma Jantzen & Thormählen nahe Mundame
Karte eines Grundstücks in Bell-Dorf